# Kenny (Ausztráliai fővárosi terület)

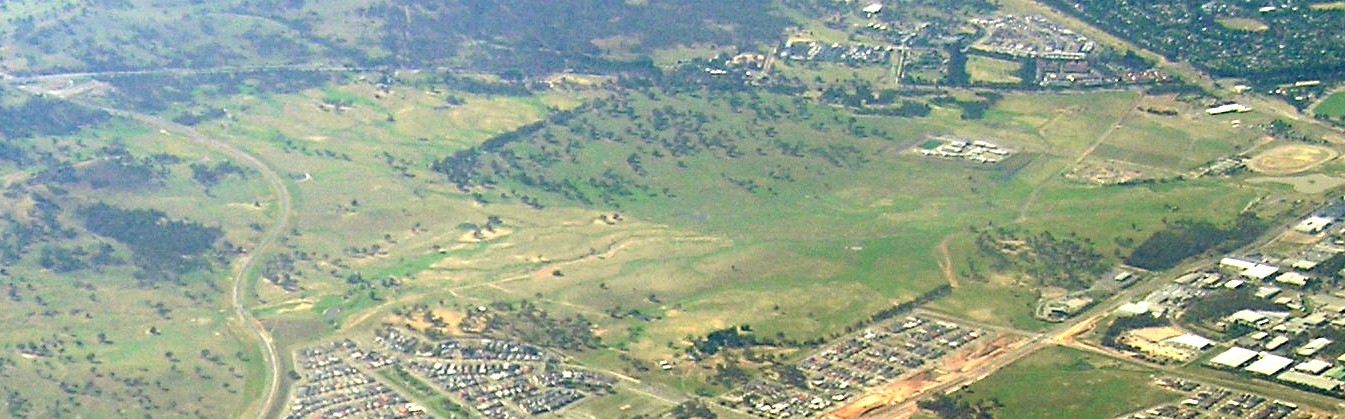
A város leendő területe, amely még 2009-ben csak egy zöld mező volt, előtérben a Federal Highwayjel

Kenny a főváros, Canberra egyik elővárosa Gungahlin kerületben. A város Elizabeth Kenny-ről kapta nevét, aki jelentős újításokat eszközölt a fizioterápiás kezelések terén, amellyel e terület úttörőjévé vált. A legközelebbi külvárosok Kennyhez: Watson, Mitchell,  Harrison, Throsby. A külvárost a Federal Highway és a Horse Park Drive határolja. A külváros mindössze 4 kilométerre fekszik Gungahlin városközponttól, és csak 8 kilométerre van Canberra. A külváros további területét már feltérképezték, de még nem alakult ki.

## Földrajza
A területen folyik keresztül a Mitchell felől érkező Sullivans-patak. A patak Canberra egyik kisebb vízfolyása, melynek vízgyűjtőterülete mindössze 52 négyzetkilométer. A patak az Ausztrál Nemzeti Egyetem területén is keresztülfolyik, majd a Lake Burley Griffin tóba ömlik.
A patak medre a terület legmélyebb pontja, ami 582 méteres tengerszint feletti magasságon fekszik. A vidék magasabb részei főleg keleten vannak, ahonnan több vízfolyás vezeti el a lehulló csapadékvizet nyugat, illetve dél felé. A város területe inkább síkvidéki jellegű. Kenny egyes részeit vidéki birtokok foglalják el, mint például a Bendoura és a Canberra Park. Canberra Parkot William Ginn alapította, aki korábban George Campbell számára is dolgozott, Duntroonban és a Bundell's Cottage-ban élt 1859-től.
A területen főleg a Canberra-képződmény homokkősziklái találhatóak, amelyek a szilur földtörténeti korból származnak.

## Fordítás
Ez a szócikk részben vagy egészben  a   Kenny, Australian Capital Territory című angol Wikipédia-szócikk ezen változatának fordításán alapul.  Az eredeti cikk szerkesztőit annak laptörténete sorolja fel. Ez a jelzés csupán a megfogalmazás eredetét és a szerzői jogokat jelzi, nem szolgál a cikkben szereplő információk forrásmegjelöléseként.